# 장영실기술문화재단
장영실기술문화재단은 과학기술연구능력의 배양과 산업화, 과학교육의 진흥 및 과학기술 및 산업화의 국제교류를 증진하게 함으로써 과학기술의 창달, 진흥 및 고부가가치 기술의 산업화를 통해 국가 경쟁력 배양과 발전에 기여하게 함을 목적으로 2004년 7월 13일 설립허가된 대한민국 과학기술정보통신부 소관의 재단법인이다. 사무실은 서울특별시 구로구 구로동 212-26 E-SPACE에 있다.